# Abduktion (anatomi)
Abduktion är en anatomisk, medicinsk term som avser rörelse av en kroppsdel i frontalplanet (vänster-höger) från kroppens mittlinje. Exempel på abduktion är när man för isär benen eller armarna.